# Cerreto Laziale
Cerreto Laziale är en ort och kommun i storstadsregionen Rom, innan 2015 provinsen Rom, i regionen Lazio i Italien. Kommunen hade 1 097 invånare (2018).